# 髙嶋弘之
髙嶋 弘之（たかしま ひろゆき、1934年〈昭和9年〉5月18日 - ）は、日本の音楽ディレクター・プロデューサー。髙嶋音楽事務所代表。「ビートルズの日本での仕掛人」として有名。一男二女の父親で、次女はヴァイオリン奏者の高嶋ちさ子。
兵庫県武庫郡御影町（現：神戸市東灘区御影）生まれ。兵庫県立神戸高等学校を経て、早稲田大学第一文学部（演劇専修）を卒業。1959年東京芝浦電気（株）レコード事業部（のちの東芝音楽工業→東芝EMI→EMIミュージック・ジャパン）入社、洋楽ディレクターとしてスタート。1964年、ビートルズの初代ディレクターとなり、訪日時にも担当。その後、邦楽担当となり和製ポップスで数々のヒットを作る。1969年に退職。1970年、（株）キャニオン・レコード取締役制作部長就任。1976年の退職後、ポリグラム・グループ（現：ユニバーサルミュージック）のチャペル・インターソング（音楽出版社）社長に就任。髙嶋音楽事務所を設立し、J-クラシックスの流れを作る。
当時、東芝音工は既に英EMIと提携関係にあり、EMI傘下のパーロフォンからデビューしたビートルズについても「イギリスでのデビュー時に『Love Me Do』のサンプル盤を聴いたが『こりゃ駄目だ』と思った」と述べている。「Please Please Me」に衝撃を受けビートルズの日本における仕掛人であり、シングル30枚など国内で様々な販促活動を行なった。その結果、ビートルズは日本においても大ヒットを連発し、髙嶋も一躍その名を知られるようになる。
その後、邦楽部門に移りザ・フォーク・クルセダーズや黛ジュン、由紀さおり、ジローズなどのディレクターを手がけた。ちなみに由紀さおりのヒット曲を「夜明けのスキャット」と命名したのは髙嶋である。
1970年、東芝音楽工業を離れてキャニオンレコード（現・ポニーキャニオン）の設立に尽力し、同社取締役制作部長に就任。1976年には、ポリグラムグループに移籍し、チャペル・インターソング（音楽出版社）社長、ロンドンレコード副社長、ポリドール・レコード（日本法人）常務を歴任した後、1991年に退職して、髙嶋音楽事務所を設立。おもにクラシック音楽のアーティストのマネジメントやプロデュース等を手がけている。

## ビートルズ販促活動
- 「抱きしめたい」「涙の乗車券」などビートルズの初期の楽曲の邦題のほとんどを髙嶋が付けた。
  - 例外は水野晴郎（当時日本ユナイト映画宣伝総支配人）が命名した『ビートルズがやって来るヤァ!ヤァ!ヤァ!』ぐらいだという[5]。
  - 「Norwegian Wood」は「ノルウェー製の家具」などという意味だが髙嶋は「曲を聴いた時に森のイメージが湧いたので邦題を『ノルウェーの森』とした」と述べている[2]。（詳細はノルウェーの森#タイトルを参照）
- 「ビートルズを日本において販促する際に現代であれば確実に問題になるような数々のやらせや数字の不正操作などを裏で行なっていた」と著書やインタビュー等にて述べている[6]。
  - ラジオのリクエスト番組等で自社ミュージシャンの曲の順位を上げるため、大学の後輩をそれらの番組にアルバイトとして送り込み、電話リクエスト等の集計の際に他社のアーティストのリクエスト数を減らし自社のアーティストの数字を増やすといったことを行わせていたという。
  - ビートルズをメディアで取り上げさせるため東芝音工・従業員らを床屋に連れて行って髪型をマッシュルームカットにさせた上で、その様子を週刊誌等に取材させ、「今ビートルズカットがブーム」等の記事を書くよう仕向けたこともある。

## 家族・親族
- 兄・高島忠夫（俳優）
  - 同人妻（義姉）・寿美花代（女優）
  - 同人次男（甥）・髙嶋政宏（俳優）
  - 同人三男（甥）・髙嶋政伸（俳優）
- 次女・高嶋ちさ子（ヴァイオリン奏者、タレント）
  - 同人夫（次女婿）・盛田賢司（ソニー生命保険会長などを歴任した盛田正明の次男、ソニーグループ創業者の1人である盛田昭夫の甥。）

## 出演番組
- 高島弘之の朝からドント歌謡曲（アール・エフ・ラジオ日本）

## 著書
- 『ヒットチャートの魔術師 レコード・ビジネスの世界』（紀尾井書房、1981年）
- 『人生は愛の演劇-感動のメカニズム』（産能大学出版部、1992年）
- 『「ビートルズ!」をつくった男 (レコード・ビジネスへ愛をこめて)』DU BOOKS、2014年9月。ISBN 978-4907583231。
- 『笑う老人生活』幻冬舎、2023年11月。ISBN 978-4344041998。